# کرد (یکا)

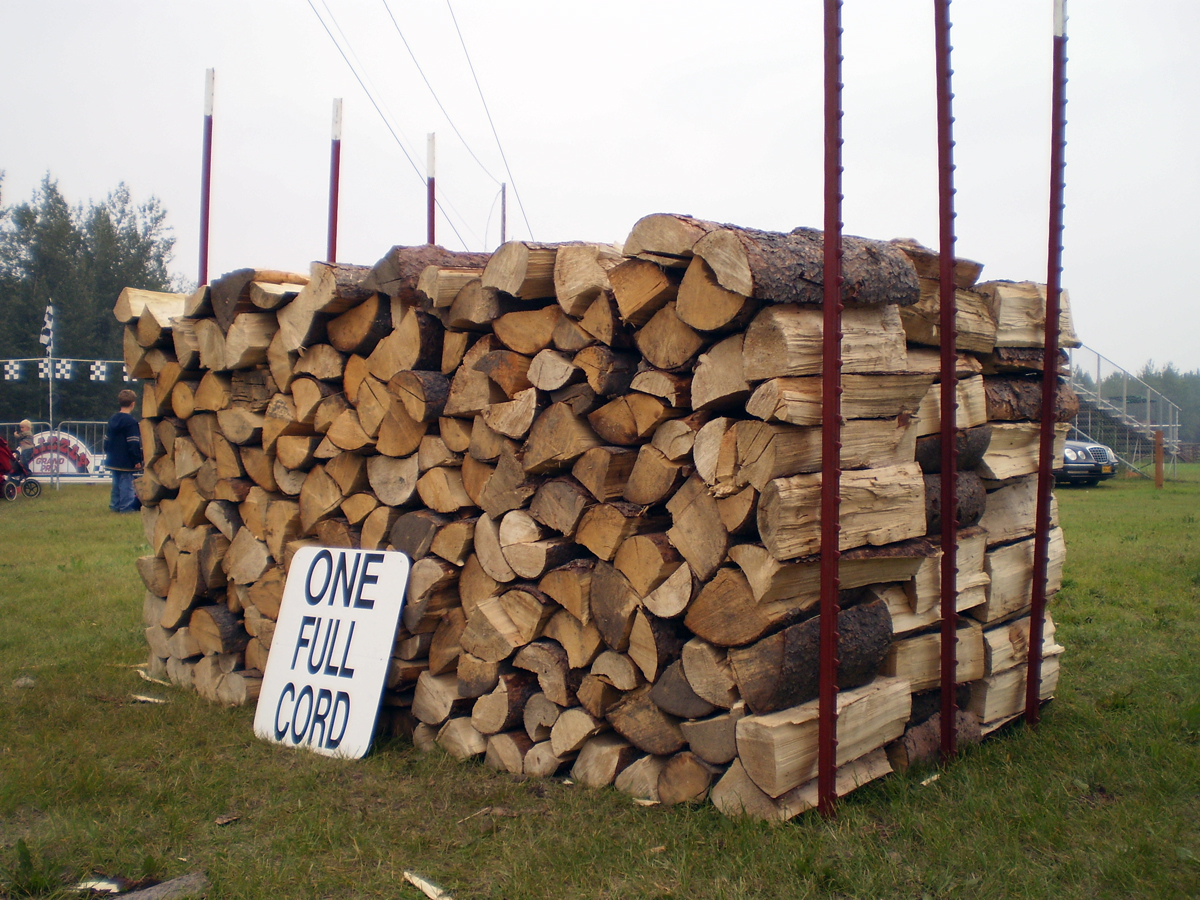
یک کُرد چوب

کُرد (یکا) (به انگلیسی: cord (unit)) یک یکای اندازه‌گیری مرسوم در کشورهای ایالات متحدهٔ آمریکا و کانادا است که برای اندازه‌گیری حجم خشک کاربرد دارد و معمولاً برای سنجش میزان حجم هیزم یا تنهٔ چوبی که برای کاغذسازی کاربرد دارد، استفاده می‌شود.
زمانی که چوب‌ها مرتب در کنار هم قرار داده شده باشند و حجمی به اندازهٔ ۱۲۸ فوت مربع یا ۳٫۶۲ متر مکعب و برای چوب کاغذسازی ۴ فوت ارتفاع (۱۲۲ سانتی‌متر) و ۸ فوت (۲۴۴ سانتی‌متر) طول و ۴ فوت (۱۲۲ سانتی‌متر) عمق یا هرگونه قرارگیری که دارای حجم معادل باشد به‌کار می‌رود.